# Processus condylaris mandibulae

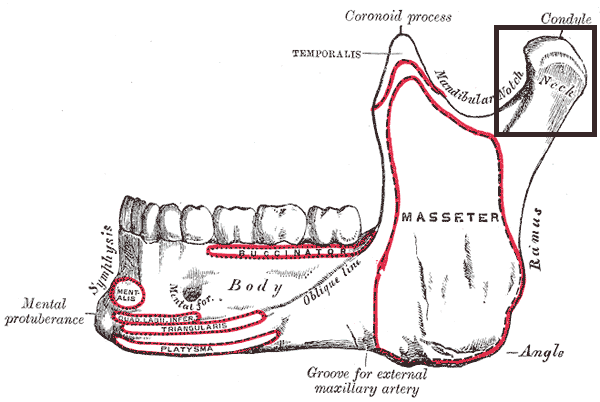
Az alsó állcsont oldalról (a fekete négyzet jelöli)

A processus condylaris mandibulae az alsó állcsonton (mandibula) található dudor. Vastagabb mint a processus coronoideus mandibulae. Két részből áll: a bütyök (condylus) és nyak.

## Bütyök
A bütykön ízesülési helyet biztosít a állkapocsízület (articulatio temporomandibularis) porckorongjának (discus articularis). A külső részén a bütyöknek található egy kicsi dudor, amelyen a ligamentum temporomandibulare tapad.

## Nyak
Hátulsó felszíne konvex. Elülső felszínén van egy mélyedés, ami tapadási helyet biztosít a musculus pterygoideus lateralisnak.